# Clément Auroux
Clément Auroux, né le 14 décembre 1870 à Chavannes (Cher) et décédé à Nice (Alpes-Maritimes) le 25 avril 1954, est un directeur de théâtres et de cabarets humoristiques parisiens.

## Biographie
Fils de Gilbert Auroux, cabaretier, et de Marie Maneuvrier, il s'installe à Paris au début des années 1890.
En 1895, il ferme son restaurant 15 rue de Montyon (9e arrondissement) pour cause de faillite. Réformé pour infirmité à la suite d'une fracture de la jambe mal soignée, il réside à Genève pendant une partie de la Première Guerre mondiale.
Il dirige le théâtre du Coucou à compter de sa création en 1921, puis également le théâtre du Perchoir à partir de 1924, où il succède à son créateur Jean Bastia.
Directeur des deux établissements pendant plus d'une dizaine d'années,, il participe à la production de revues humoristiques créées par les chansonniers de l'époque parmi lesquels Jean Marsac, Raymond Souplex, Ded Rysel, Gabriello.